# Le Prese
Le Prese egy falu Svájcban, Graubünden kantonban, a Val Poschiavo völgyben. A Lago di Poschiavo északi végén, 965 méterrel a tengerszint felett fekszik, Poschiavo községben, az azonos nevű falutól mintegy 4 kilométerre délre. A Poschiavino folyó a falu mellett torkollik a tóba.
A Val Poschiavón átvezető főút és a Bernina-vasútvonal is áthalad a falun, a vasút helyenként a közúti forgalommal megosztva, máshol pedig az út mellett halad. Le Prese vasútállomása a falu központjában található, a vasútvonal megosztott szakaszán.
A 19. század közepén Le Prese-t fürdővárosként fejlesztették, 1856-ban felépült a fürdőépület, majd 1861-ben további fejlesztések történtek. Ideális akklimatizációs állomásként adta el magát Észak-Olaszország és az Engadin gyógyhelyei között. A kénes gyógyfürdő 1914-ig igen látogatott volt. A fürdő (Albergo Bagni Le Prese/Kurhaus Le Prese) szerepel a nemzeti és regionális jelentőségű kulturális javak svájci jegyzékében. A falu központjában áll a San Francesco d'Assisi plébániatemplom.